# De bonnes raisons de mourir (roman)
De bonnes raisons de mourir  est un roman policier de Morgan Audic paru en 2019. Son action se déroule en Ukraine à la fin des années 2010.

## Contexte
L'action se passe en partie dans la Zone d'exclusion de Tchernobyl. La végétation et la faune y prolifèrent. Des touristes du monde entier viennent s'y faire peur en visitant pendant quelques heures le site avec un guide. Les braconniers, les stalkers[Quoi ?], les récupérateurs de matériaux supervisés par les mafias locales s'y côtoient.

## Principaux personnages
- Joseph Melnyk est un capitaine de la police ukrainienne formé à l'ancienne école soviétique. Il a été muté au commissariat de Tchernobyl  il y a  7 ans, après avoir témoigné contre son supérieur sur une affaire de corruption. Il vit à Kiev, avec son épouse, et fait le trajet tous les jours en voiture. Il n'a pas démissionné de la police pour pouvoir payer un gilet pare-balles à fils qui combat dans l'Est de l'Ukraine.
- Galina Novak  est une jeune officier de la police ukrainienne, nouvellement sortie de l'école de police. Elle a été affectée à Tchernobyl, parce que son père avait participé à la répression lors des manifestations de 2014.
- Alexandre Rybalko est un ancien policier russe agé de 40 ans, sa mère était cubaine, il a fait la guerre de Tchétchénie. Il a passé son enfance à Pripiat jusqu'en 1986. Il vient d'apprendre qu'il était atteint d'une leucémie incurable et qu'il ne lui restait plus que quelques mois à vivre.  Rybalko s'est séparé de son épouse depuis quelque temps, il recherche un travail qui lui permettrait de financer l'opération de sa fille atteinte de surdité congénitale.
- Vektor Sokolov est un milliardaire dans le secteur pétrolier, ancien ministre de l'énergie à l'époque de Boris Eltsine. En 1986, il était premier secrétaire du comité de Pripiat. Sa première épouse, Olga, a été victime d'un double meurtre dans sa résidence à Zalissya, près de Pripiat, le 26 avril 1986, le jour de la catastrophe de Tchernobyl.

## Vocabulaire
Le roman fait appel à un jargon et un vocabulaire ukrainien et russe, on peut citer ces quelques motsː
- Blyad !, juron russe, équivalent au français putain !
- Les stalkers, sont des personnes qui franchissent illégalement la barrière de la Zone d'exclusion de Tchernobyl pour y piller des objets (le nom vient du roman Stalker de Strougatski).
- Zapoï, désigne en russe une soulerie de plusieurs jours.

## Résumé
- Mise en place de l'intrigue

Les inspecteurs Joseph Melnyk et Galina Novak sont envoyés à Prypiat pour enquêter sur un cadavre suspendu à la façade d'un bâtiment et découvert par un groupe de touristes. La victime est Leonid Sokolov, le fils de Vektor Sokolov, venu dans la zone enquêter sur le meurtre de sa mère.
- Enquête

Peu confiant à l'égard de la police ukrainienne, Viktor Sokolov a convoqué Rybalko pour mener une enquête parallèle, trouver et exécuter l'assassin de son fils. Rybalko accepte la mission, se rend en Ukraine, récupère et autopsie le cadavre de Leonid que personne ne voulait autopsier en raison de sa contamination radioactive. Dans le corps mutilé, il découvre un faucon empaillé et deux pièces de monnaie, l'une datant de 1957 et l'autre de 1986 : ce sont les dates de naissance et de décès d'Olga Sokolov. La présence de l'oiseau empaillé permet de faire le lien avec Piotr Leonski, époux de Larissa Leonski, l'autre victime du double meurtre de 1986. Tout en étant employé à la centrale, le passe-temps de Leonski était la taxidermie. 
De leur côté les inspecteurs Melnyk et Novak ont fait le même rapprochement et sont sur les traces de Piotr Leonski. Ce dernier a été arrêté en 1986, accusé du double meurtre au cours d'une enquête bâclée, et emprisonné.
- Dénouement et révélations finales

## Prix
- 2019 : Étoile du meilleur polar Le Parisien [1]
- 2019 : Prix Découverte Polars pourpres[2]
- 2020 : Prix des lecteurs Le Livre de Poche polar[3]